# 부산 북구의 국회의원

## 행정구역 변천
- 1981년 4월 4일 부산진구 구포동·금곡동·화명동·덕천동·만덕동·삼락동·모라동·덕포동·괘법동·감전동·엄궁동·주례동·학장동, 김해군 대저읍·명지면(신호리 제외)·가락면 일부(북정리·대사리·상덕리·제도리)에 부산직할시 북구 설치, 학장동 일부 서구 서대신4동에 편입
- 1983년 12월 15일 북구 대저2동에 있는 을숙도와 일웅도 지역이 신설 사하구에 편입
- 1989년 1월 1일 북구 대저동·강동동·명지동이 신설 강서구에 편입
- 1995년 1월 1일 부산광역시 북구
- 1995년 3월 1일 북구 삼락동·모라동·덕포동·괘법동·감전동·주례동·학장동·엄궁동이 사상구로 분구

## 부산 북구의 역대 국회의원 일람
| 대수   | 이름           | 소속정당     | 임기                              | 선거구역                                                                                           |
| ------ | -------------- | ------------ | --------------------------------- | -------------------------------------------------------------------------------------------------- |
| 제10대 | 정해영(鄭海永) | 신민당       | 1979년 3월 12일 ~1980년 8월 27일  | 부산진구·북구 일원(제3선거구)                                                                      |
| 제10대 | 김임식(金任植) | 민주공화당   | 1979년 3월 12일 ~1980년 10월 27일 | 부산진구·북구 일원(제3선거구)                                                                      |
| 제11대 | 장성만(張聖萬) | 민주정의당   | 1981년 4월 11일 ~1985년 4월 10일  | 북구 일원(제6선거구)                                                                               |
| 제11대 | 신상우(辛相佑) | 민주한국당   | 1981년 4월 11일 ~1985년 4월 10일  | 북구 일원(제6선거구)                                                                               |
| 제12대 | 장성만(張聖萬) | 민주정의당   | 1985년 4월 11일 - 1988년 5월 29일 | 북구 일원(제6선거구)                                                                               |
| 제12대 | 문정수(文正秀) | 신한민주당   | 1985년 4월 11일 - 1988년 5월 29일 | 북구 일원(제6선거구)                                                                               |
| 제13대 | 문정수(文正秀) | 통일민주당   | 1988년 5월 30일 ~1992년 5월 29일  | 북구 갑: 구포1동 구포2동 금곡동 화명동 덕천1동 덕천2동 만덕동 삼락동 모라동 덕포1동 덕포2동        |
| 제13대 | 신상우(辛相佑) | 통일민주당   | 1988년 5월 30일 ~1992년 5월 29일  | 북구 을: 괘법동 감전1동 감전2동 주례1동 주례2동 학장동 엄궁동 대저1동 대저2동 강동동 명지동        |
| 제14대 | 문정수(文正秀) | 민주자유당   | 1992년 5월 30일 ~1995년 6월 7일   | 북구 갑: 구포1동 구포2동 금곡동 화명동 덕천1동 덕천2동 만덕1동 만덕2동 모라1동 모라2동             |
| 제14대 | 신상우(辛相佑) | 민주자유당   | 1992년 5월 30일 ~1996년 5월 29일  | 북구 을: 삼락동 덕포1동 덕포2동 괘법동 감전1동 감전2동 주례1동 주례2동 학장동 엄궁동               |
| 제15대 | 정형근(鄭亨根) | 신한국당     | 1996년 5월 30일 ~2000년 5월 29일  | 북구·강서구 갑: 북구 구포1동 구포2동 구포3동 금곡동 화명동 덕천1동 덕천3동 만덕1동 만덕2동 만덕3동 |
| 제15대 | 한이헌(韓利憲) | 신한국당     | 1996년 5월 30일 ~2000년 5월 29일  | 북구·강서구 을: 북구 덕천2동, 강서구 일원                                                          |
| 제16대 | 정형근(鄭亨根) | 한나라당     | 2000년 5월 30일 ~2004년 5월 29일  | 북구·강서구 갑: 북구 구포1동 구포2동 구포3동 덕천1동 덕천3동 만덕1동 만덕2동 만덕3동               |
| 제16대 | 허태열(許泰烈) | 한나라당     | 2000년 5월 30일 ~2004년 5월 29일  | 북구·강서구 을: 북구 금곡동 화명동 덕천2동, 강서구 일원                                            |
| 제17대 | 정형근(鄭亨根) | 한나라당     | 2004년 5월 30일 ~2008년 5월 29일  | 북구·강서구 갑: 북구 구포1동 구포2동 구포3동 덕천1동 덕천3동 만덕1동 만덕2동 만덕3동               |
| 제17대 | 허태열(許泰烈) | 한나라당     | 2004년 5월 30일 ~2008년 5월 29일  | 북구·강서구 을: 북구 금곡동 화명1동 화명2동 화명3동 덕천2동, 강서구 일원                           |
| 제18대 | 박민식(朴敏植) | 한나라당     | 2008년 5월 30일 ~2012년 5월 29일  | 북구·강서구 갑: 북구 구포1동 구포2동 구포3동 덕천1동 덕천3동 만덕1동 만덕2동 만덕3동               |
| 제18대 | 허태열(許泰烈) | 한나라당     | 2008년 5월 30일 ~2012년 5월 29일  | 북구·강서구 을: 북구 금곡동 화명1동 화명2동 화명3동 덕천2동, 강서구 일원                           |
| 제19대 | 박민식(朴敏植) | 새누리당     | 2012년 5월 30일 ~2016년 5월 29일  | 북구·강서구 갑: 북구 구포1동 구포2동 구포3동 덕천1동 덕천3동 만덕1동 만덕2동 만덕3동               |
| 제19대 | 김도읍(金度邑) | 새누리당     | 2012년 5월 30일 ~2016년 5월 29일  | 북구·강서구 을: 북구 금곡동 화명1동 화명2동 화명3동 덕천2동, 강서구 일원                           |
| 제20대 | 전재수(田載秀) | 더불어민주당 | 2016년 5월 30일 ~2020년 5월 29일  | 북구·강서구 갑: 북구 구포1동 구포2동 구포3동 덕천1동 덕천2동 덕천3동 만덕1동 만덕2동 만덕3동       |
| 제20대 | 김도읍(金度邑) | 새누리당     | 2016년 5월 30일 ~2020년 5월 29일  | 북구·강서구 을: 북구 금곡동 화명1동 화명2동 화명3동, 강서구 일원                                   |
| 제21대 | 전재수(田載秀) | 더불어민주당 | 2020년 5월 30일 ~                 | 북구·강서구 갑: 북구 구포1동 구포2동 구포3동 덕천1동 덕천2동 덕천3동 만덕1동 만덕2동 만덕3동       |
| 제21대 | 김도읍(金度邑) | 미래통합당   | 2020년 5월 30일 ~                 | 북구·강서구 을: 북구 금곡동 화명1동 화명2동 화명3동, 강서구 일원                                   |
| 제22대 | 전재수(田載秀) | 더불어민주당 | 2024년 5월 30일 ~                 | 북구 갑: 구포1동, 구포2동, 구포3동, 덕천1동, 덕천2동, 덕천3동, 만덕2동, 만덕3동                    |
| 제22대 | 박성훈(朴成訓) | 국민의힘     | 2024년 5월 30일 ~                 | 북구 을: 금곡동, 화명1동, 화명2동, 화명3동, 만덕1동                                                |

## 같이 보기
- 북구 갑 (1988년 부산 선거구)
- 북구 을 (1988년 부산 선거구)
- 북구·강서구 갑
- 북구·강서구 을
- 북구 갑 (2024년 부산 선거구)
- 북구 을 (2024년 부산 선거구)
- 부산 부산진구의 국회의원
- 김해시의 국회의원
- 양산시의 국회의원
- 부산 강서구의 국회의원
- 부산 사상구의 국회의원
- 부산 사하구의 국회의원
- 기장군의 국회의원